# Chiesa di San Niccolò a Ferraglia
La chiesa di San Niccolò a Ferraglia si trova nel comune di Vaglia.

## Storia e descrizione
Di essa si ha notizia fino dal 1286, anno in cui si ricorda la presenza del suo rettore al sinodo di Firenze. Nel 1385 ad essa fu unita la chiesa di San Lorenzo a Pezzatole.
Questa chiesa era sotto il patronato dei Pitti-Gaddi, mentre Ferraglia appartenne ai Medici, poi passò ai Corsini.
La facciata della chiesa, ha una muratura in bozze di pietra e un campanile a vela.